# Sporting Clube de Espinho (pallavolo maschile)
Il SC Espinho è una società pallavolistica portoghese, con sede nella città di Espinho. Nel proprio palmarès vanta la vittoria di una coppa europea, precisamente la prima Top Teams Cup. Milita nella massima serie del campionato portoghese.

## Storia
La formazione pallavolistica venne fondata nel 1914, all'interno della polisportiva di Espinho. Il primo trionfo in patria avvenne nel 1957 con la vittoria dello scudetto, che venne ripetuta altre 4 volte fino al 1965. Il secondo periodo d'oro della squadra giunse negli anni ottanta, con la vittoria di altri 2 campionati e 3 Coppe di Portogallo.
La miglior serie di vittorie fu quella che durò dal 1994 al 2001, con la vittoria di 6 campionati nazionali, altrettante coppe nazionali e 4 Supercoppe. Grazie a suest'ultimi successi la formazione partecipò alla prima edizione della Top Team Cup, nuova denominazione della precedente Coppa delle Coppe. La formazione trionfò nella Final Four disputata in Turchia, contro la formazione russa di Ekaterinburg. L'anno successivo partecipò nuovamente alla competizione, perdendo però in finale contro i belgi del Knack Roeselare.
Dal 2005 la squadra tornò a dominare il campionato portoghese, acquisendo quindi l'accesso a partecipare alla Champions League.

## Palmarès
- Campionato portoghese: 18

1956-57, 1958-59, 1960-61, 1962-63, 1964-65, 1984-85, 1986-87, 1994-95, 1995-96, 1996-97,
1997-98, 1998-99, 1999-00, 2005-06, 2006-07, 2008-09, 2009-10, 2011-12
- Coppa di Portogallo: 12

1964-65, 1980-81, 1983-84, 1984-85, 1995-96, 1996-97, 1997-98, 1998-99, 1999-00, 2000-01
2007-08, 2016-17
- Supercoppa portoghese: 5

1995, 1997, 1998, 2000, 2017
- Top Teams Cup: 1

2000-01